# Эгвекинот (порт)
Порт Эгвекино́т — морской порт федерального значения, расположенный в северной части Берингова моря на побережье Залива Креста между мысами Опасный и Пилотов в бухте Эгвекинот.
Находится на территории посёлка Эгвекинот.

## История
В конце лета 1944 года исследовательской экспедицией Проектно-изыскательского отдела Главного Управления Строительства Дальнего Севера была начата работа по изучению условий разгрузки пароходов и отбору пригодных участков для строительства морского порта.
В 1947 году силами заключённых УСВИТЛ было начато строительство порта, которое было закончено в 1952 году. Основная часть грузопотока составляло горное оборудование, топливо и материально-технические ценности для создаваемых приисков и рудников.
В 1997 году морской порт преобразован в акционерное общество с государственным участием. В 2011 году было принято решение о продаже пакета акций, находящегося в федеральной собственности.

## Характеристика порта
Площадь территории морского порта 7,17 га, площадь акватории морского порта 5,75 га. Порт доступен для захода судов с осадкой 8.2 м. Максимальная длина судов, обрабатываемых у морского терминала составляет 177 м, максимальная ширина — 25 м.
Открыт для захода судов в период летней навигации без ледокольного обеспечения с июня по ноябрь, открывается специальным постановлением Правительства РФ. Разрешён заход иностранных судов с экипажами, укомплектованными гражданами Российской Федерации.
Производственные мощности порта рассчитаны на переработку до 500 тыс. тонн грузов в навигацию. Максимальный годовой грузооборот порт имел в 1985 году — 310 тыс. тонн. Основу грузооборота составляют уголь, генеральные и лесные грузы, контейнеры.

### Производственная инфраструктура
Перевалка грузов осуществляется тремя портальными кранами типа «Альбатрос» грузоподъемностью 20 т, двумя портальными кранами типа «Сокол» грузоподъемностью 32 т, а также автомобильным краном грузоподъемностью 16 тонн, автопогрузчиками грузоподъемностью от 1,5 до 5 тонн, другой перегрузочной техники. Торговый порт располагает крытыми складами площадью ок. 1,5 тыс.м², открытыми складскими площадками площадью ок. 5 тыс.м², используемых для краткосрочного хранения грузов.

### Портофлот
В состав портофлота входят: морской буксир МБ-380, самоходный плашкоут СПА-014 «Вайгач» и нефтемусоросборщик.

## Особенности
На дне акватории морского порта находятся 14 судов различных типов, из которых 5 лихтеров утонуло в 1989 году во время сильного шторма.

## Начальники порта
- С декабря 1964 по май 1971 года – начальник Абакумов, Борис Фёдорович